# Purnus rusthåll
Purnus rusthåll är en gård och egendom i Sjundeå, Finland. Gården är känd som författaren Aleksis Kivis bostad och som Kivis bror Juhani Stenvalls hyresgård.
Nuförtiden är gården i privat ägo och den fungerar som en turistgård.

## Historia
År 1856 hyrde författaren Aleksis Kivis bror Juhani Stenvall Purnus rusthåll som omfattade 1 000 hektar landområden från domaränkan Maria Stenius. Stenvall odlade Purnus fram till 1862 då han flyttade till Nurmijärvi. Gårdens huvudbyggnad från Stenvalls tid förstördes i en eldsvåda men en ny huvudbyggnad står nu på platsen vid Sjundeå ån.

### Aleksis Kivi och Purnus
Aleksis Kivi som då hette Aleksis Stenvall bodde på Purnus rusthåll mellan åren 1857 och 1858. På Purnus skrev Kivi boken Maisteri Virokannus och bearbetade skådespelen Kullervo. Manuskripten om Maisteri Virokannus försvann senare. På Purnus mötte Kivi också Charlotta Lönnqvist för första gången.